# Ruidera
Ruidera és un municipi de la província de Ciudad Real a la comunitat autònoma de Castella-La Manxa. És coneguda per les seves llacunes, que constitueixen la capçalera del riu Guadiana.

## Història
Es va constituir com a municipi el 21 de setembre de 1990, prèviament depenia administrativament d'Argamasilla de Alba des de finals del segle xviii per decisió real. Abans va pertànyer al municipi d'Alhambra, i per això forma part del Campo de Montiel. Va ser un poble de refugi per culpa de moltes guerres.